# Château de Montjoie (Les Contamines-Montjoie)
Pour les articles homonymes, voir Château de Montjoie.
Le château de Montjoie (castrum Montis Gaudii), parfois dit château de Béatrice, est un ancien château, du XIIe siècle, aujourd'hui disparu, situé dans le Faucigny. Il se dressait au centre du village de la commune des Contamines-Montjoie dans le département de la Haute-Savoie, en région Auvergne-Rhône-Alpes. Entre les XIIIe et XVe siècles, il est le siège d'une châtellenie.

## Toponymie
Le nom de Montjoie dérive du germain mundgawi, désignant une « hauteur frontière avec poste militaire ». Les copistes du Moyen Âge écrivent le nom sous la forme Mons Gaudii. En effet, la vallée se trouve en position de frontière entre le Faucigny et le Beaufortain.
La présence de la Grande Dauphine, Béatrice de Faucigny, dans les murs du château amène parfois à l'appeler château de Béatrice.

## Géographie
Le château de Montjoie s'élevait dans le village des Contamines-Montjoie. L'emplacement correspond à l'emplacement actuel de l'église du village. La base du clocher correspond à une des anciennes tours du château,.
Le château a une position stratégique dans le Val Montjoie. Il est situé sur la rive droite du torrent du Bon-Nant, et contrôle l'accès de la route menant de la vallée de l'Arve, via Saint-Gervais, au col du Bonhomme, mais aussi celle provenant du col du Joly, menant au Beaufortain. L'axe passant par le col du bonhomme revêt une importance depuis la période gallo-romaine, voire avant l'implantation romaine.
Il joue ainsi donc le rôle de « marche-frontière » avec le Beaufortain, placé sous l'autorité des archevêques de Tarentaise.

## Historique
Le castrum semble avoir été édifié au cours du XIIe siècle. La première mention remonte à 1277 dans un document traitant de l'albergement (« inter nantum de Contamina prope castrum Montis Gaudii »),.
Montjoie et ses seigneurs sont vassaux des seigneurs de Faucigny. En 1234, Pierre de Savoie épouse Agnès, seule héritière du baron Aymon II de Faucigny,. À la mort du baron en 1253, Pierre hérite de la seigneurie du Faucigny et l'organise en châtellenies. Montjoie forme une châtellenie associée à Sallanches.
Vers la fin du XIIIe siècle, le château est le centre de l'une des neuf châtellenies dépendante du bailliage de Faucigny,, comprenant Montjoie et de Saint-Gervais,,. On compte trois paroisses Saint-Nicolas-de-Véroce, Saint-Gervais et Notre-Dame de la Gorge.
On considère que la Grande Dauphine Béatrice de Faucigny, dame du Faucigny, en est probablement à l'origine. On sait qu'elle y réside à de nombreuses occasions. La châtellenie occupe la 8e place dans l'ordre de préséance.
Les armes du mandement de Montjoie sont un « lion d’or en champ d’azur ».
En 1355, à la suite du traité de Paris, le comte de Savoie obtient la baronnie de Faucigny, passée aux dauphins du Viennois. La disparition de la frontière fait perdre au château son importance. Le pouvoir, qui devient essentiellement économique, se déplace vers Saint-Gervais,. Bien que la châtellenie garde son nom, le châtelain réside désormais dans la maison-forte dite de la Comtesse de Saint-Gervais, édifiée par le comte de Savoie en 1373.

## Description
Bien que disparu, les différentes recherches permettent d'avoir une idée du château. Il avait une forme quadrangulaire avec un donjon. Les maisons du village semblent directement adossée aux murailles du château.

## Siège d'une châtellenie

### Organisation
Le château de Montjoie est le centre d'une châtellenie, dit aussi mandement, du Faucigny, mise en place à partir de la fin du XIIe siècle et début du siècle suivant. Le Faucigny serait organisée autour de neuf châtellenies à la fin du XIIe siècle dont Montjoie occupait le 8e rang dans l'ordre de préséance, selon l'ancien inventaire des titres du Faucigny (1431), cité notamment par le chanoine Jean-Louis Grillet,.
Durant la période delphinale, le Faucigny serait organisé (à partir de 1342-1343) autour de quinze châtellenies, dont Montjoie.
La maison forte de la Comtesse, situé à Saint-Gervais, devient ensuite le nouveau lieu de résidence du châtelain, même si le nom de « châtellenie de Montjoie » est maintenu.
| Commune                 | Nom                              | Type         |
| ----------------------- | -------------------------------- | ------------ |
| Les Contamines-Montjoie | Château de Montjoie              | château      |
| Les Contamines-Montjoie | Châtelet                         | châtelet     |
| Les Contamines-Montjoie | maison forte de La Frasse        | maison forte |
| Les Contamines-Montjoie | Le Châtel                        | châtelet     |
| Saint-Gervais-les-Bains | Maison forte de Hautetour        | maison forte |
| Saint-Gervais-les-Bains | maison-forte dite de la Comtesse | maison forte |
| Saint-Gervais-les-Bains | La Tour                          | autre        |
| Saint-Gervais-les-Bains | Le Château                       | châtelet     |
| Saint-Gervais-les-Bains | Le Châtelet                      | châtelet     |
| Saint-Gervais-les-Bains | Les Châtelets                    | châtelet     |
| Saint-Gervais-les-Bains | Les Châtelets                    | châtelet     |

Au cours de la première partie du XIVe siècle, la baronnie du Faucigny est à nouveau réorganisée autour de 17 châtellenies.
Au XVIIe siècle, les armes du mandement se blasonnaient ainsi : Un lion d'or en champ d’azur.

### Châtelains
Dans le comté de Savoie, le châtelain est un « [officier], nommé pour une durée définie, révocable et amovible »,. Il est chargé de la gestion de la châtellenie ou mandement, il perçoit les revenus fiscaux du domaine, et il s'occupe également de l'entretien du château. Le châtelain est parfois aidé par un receveur des comptes, qui rédige « au net [...] le rapport annuellement rendu par le châtelain ou son lieutenant ».